# Неомеркантилізм
Неомеркантилізм (тж. нео-меркантилізм) — це політичний режим, який заохочує експорт, стримує імпорт, контролює рух капіталу і централізує валютні рішення в руках центрального уряду. Метою неомеркантилістської політики є збільшення рівня валютних резервів уряду, що дозволяє проводити більш ефективну монетарну та фіскальну політику.

## Виникнення
Неомеркантилізм вважається найстарішою школою думки в міжнародній політичній економії (МПЕ).  Він бере свій початок у меркантилізмі, доіндустріальній доктрині, і отримав поширення під час промислової революції. Він також вважається аналогом МПЕ реалізму в тому сенсі, що обидва вважають, що влада є центральною в глобальних відносинах. Цей режим також асоціюється з корпоратократією, особливо в 1970-х роках, коли обидва розглядалися як компоненти функціональної системи та цілі політики.  У Сполучених Штатах неомеркантилізм був сприйнятий наприкінці 20-го сторіччя на тлі спроб захиститиа мериканську промисловість від японської конкуренції. Серед американських мислителів, які підтримали цю доктрину, є Олександр Гамільтон, один із батьків-засновників Сполучених Штатів і перший міністр фінансів США.